# Crotalus mitchellii
Crotalus mitchellii är en ormart som beskrevs av Cope 1861. Crotalus mitchellii ingår i släktet skallerormar och familjen huggormar. IUCN kategoriserar arten globalt som livskraftig. Inga underarter finns listade i Catalogue of Life.
Denna skallerorm förekommer i sydvästra USA och i norra Mexiko, inklusive halvön Baja California. Den lever i låglandet och i bergstrakter upp till 2440 meter över havet. Ormen vistas i klippiga områden och i sandiga landskap med glest fördelad växtlighet. Typiska växter i regionen tillhör malörtssläktet, släktet Larrea, tallsläktet och ensläktet. Individerna rör sig på marken eller i den låga växtligheten. De vilar i naturliga håligheter under stenar eller under växternas rötter. Crotalus mitchellii använder även övergivna bon av andra djur samt grottor och gruvor som sovplats.